# 萧老瓦
萧老瓦（?—?），金朝末年、大蒙古国初年将领，契丹族，又作石抹氏。
萧老瓦的哥哥萧丑奴，在金朝驻守古北口，为屯戍千户，萧老瓦驻守杨城渔寨。1211年，蒙古大军南下，萧老瓦、萧丑奴兄弟降蒙，萧老瓦作为萧丑奴的弟弟充当质子，为蒙古多立战功，袭击檀州。金朝檀州节度使言安以水栅未下，暗中诱使汤河川人叛去，老瓦追赶没有获胜，最后战死。